# Eustictus hirsutipes
Eustictus hirsutipes är en insektsart som beskrevs av Knight 1925. Eustictus hirsutipes ingår i släktet Eustictus och familjen ängsskinnbaggar. Inga underarter finns listade i Catalogue of Life.